# Tyrų pelkė
Tyrų pelkė este o arie protejată (arie de protecție specială avifaunistică — SPA) din Lituania întinsă pe o suprafață de 2.234,88 ha, integral pe uscat.

## Localizare
Centrul sitului Tyrų pelkė este situat la coordonatele 55°32′55″N 21°12′49″E / 55.5486°N 21.2136°E.

## Înființare
Situl Tyrų pelkė a fost declarat arie de protecție specială avifaunistică în aprilie 2004 pentru a proteja 13 specii de animale.

## Biodiversitate
Situată în ecoregiunea boreală, aria protejată nu include niciun habitat protejat.
La baza desemnării sitului se află mai multe specii protejate de  păsări (13): pitulice de apă (Acrocephalus paludicola), buhai de baltă (Botaurus stellaris), buha (Bubo bubo), Calidris alpina schinzii, erete de stuf (Circus aeruginosus), erete cenușiu (Circus pygargus), cristeiul de câmp (Crex crex), Gallinago media, cocor (Grus grus), sfrâncioc roșiatic (Lanius collurio), bătăuș (Philomachus pugnax), cresteț cenușiu (Porzana parva), cresteț pestriț (Porzana porzana).